# Махайога
Махайога (IAST: mahāyoga, тиб. རྣལ་འབྱོར་ཆེན་པོ་, Вайли rnal 'byor chen po) — первая из трёх внутренних тантр, согласно девятеричной классификации школы ньингма. Махайога на санскрите означает «Великая Йога». Она называется так, потому что превосходит «внешнюю» Йога тантру. Маха-йога приблизительно соответствует ануттара йога тантре новых школ.
В Махайоге есть четыре уровня посвящения. Первый уровень посвящения более или менее соответствует трем низшим классам тантры. Он называется посвящением сосуда (Вайли bum dbang). А три последующих посвящения являются уникальными для внутренних тантр. Они таковы:
- тайное посвящение (Вайли gsang bang)
- посвящение мудрости (Вайли ye shes dbang)
- четвёртое посвящение или посвящение слова (Вайли tshig don dbang)

Основной упор в Маха-йога тантре делается на стадию зарождения, в отличие от Ану-йоги где подчеркивается стадия завершения и Ати-йоги, которая запредельна обеим. Лочен Дхарма Шри пишет: 

Махайога основана главным образом на стадии зарождения. В ней посредством постижения и продвижения в переживании нераздельности «двух высших истин» достигают освобождения.

Согласно Лонгчену Рабджаму Махайога тантра является отцовской тантрой, которая была в своё время проповедана для практикующих у которых доминирующие омрачения — гнев и цепляние за концепции.

## Передача учений Махайоги
Согласно традиции, царь Джа который жил в индийской стране Сахора получил учения махайоги непосредственно от Будды Ваджрасаттвы. Он так же получил передачу этих учений от бодхисаттвы-мирянина  Вималакирти, которому в свою очередь их передал Ваджрапани на горе Мала́я, что на Шри-Ланке. Впоследствии эти учения передавались от учителя к ученику и в итоге их получил Буддагухья, который передал их Вималамитре и Падмасамбхаве. Оба передали учения своим ближайшим ученикам. Так учения махайоги распространились в Тибете.

## Тантры Махайоги
В Махайога-тантре имеются два основных раздела текстов — восемнадцать тантр и садханы. Согласно Гьюрмеду Цевангу Чогдрубу главными тантрами Махайоги являются:
- Тантра Гухьягарбхамаяджала, корень всех тантр Маха-йоги

Пять основных тантр:
- Тантра Тела — «тантра единства будд, коренная тантра блаженства дакини» — Сангье Ньямджор (Вайли sang rgyas mnyam sbyor)
- Тантра Речи, — «коренная тантра сущности тайной луны» — Дасанг Тигле (Вайли zla gsang thig le)
- Тантра Ума, — «собрание тайн» — Сангва Дупа (Вайли gsang ba 'dus pa)
- Тантра Качеств, — «первый высший достославный» — Палчог Тангпо (Вайли dpal mch’og dang po)
- Тантра Действия, — «ожерелье деяний» — Карма Мале (Вайли kar ma ma le)

Пять тантр садхан:
- Тантра, садханы тела, — «тантра проявления Херуки» — Херука Ролпа (Вайли he ru ka rol pa’i rgyud)
- Тантра, садханы речи, — «тантра проявления Хаягривы» — Тачог Ролпа (Вайли rta mchog rol pa’i rgyud)
- Тантра, садханы ума, — «тантра проявления сострадания» — Ньингдже Ролпа (Вайли snying rje rol pa’i rgyud)
- Тантра, садханы качества, — «тантра проявления Амриты» — Дудци Ролпа (Вайли bdud rtsi rol pa’i rgyud)
- Тантра, садханы деяний, — «тантра двенадцати Килая» — Пхурпа Чуньи (Вайли byit to ta ma rol pa’i rgyud, или phur pa bcu gnyis)

Пять тантр действий:
- «Тантра могучего слона» — Лангчен Раббог (Вайли ‘phang lta bas bcad pa glang po rab ‘bog gi rgyud)
- «Тантра горных вершин» — Риво Цегпа (Вайли go ‘phang dbang gis bgrod pa ri bo brtsegs pa’i rgyud).
- «Тантра устрашающего удара молнии» — Йешей Нгамлог (Вайли la spyod pas dor ba rngam pa glog gi ‘khor lo’i rgyud)
- «Тантра упорядочения самай» — Тамциг Кодпа (Вайли gzi dam tshigs gis bzung ba brod pa rgyal po’i rgyud)
- «Тантра, соединяющая всё в одной точке» — Тингдзин Цечиг (Вайли nyams su ting ‘dzin gyis blangs pa rtse gcig bsdus pa’i rgyud)

Две дополнительные тантры:
- «Сеть магического проявления Вайрочаны» — Намнанг Гьютрул Трава (Вайли rnam par snang mdzad sgyu ‘phrul drwa ba’i rgyud)
- «Аркан метода — тантра гирлянды из лотосов» — Табкьи Жагпа (Вайли thabs kyi zhags pa pad mo’i phreng ba’i rgyud)

## Садханы Восьми Великих Херук
Тексты относящиеся к восьми великим манадалам божеств подразделяются на два типа — канонические писания (Вайли bKa'-Ma) и обнаруженные сокровища (Вайли gTer-Ma). Иногда к этим восьми добавляют ещё мандалы Лама Ригдзин, что в итоге дает девять мандал. К ним относятся:
- Манджушри Ямантака (Вайли 'jam dpal gshin rje gshed; Джампал Шиджеше) — божество тела
- Падма Хаягрива (Вайли Padma rTa mGrin; Падма Тадрин) — божество речи
- Ваджрахерука (Вайли Yang-dag; Янгдаг) — божество ума
- Ваджрамрита (Вайли Che mChog bDud rTsi Yon Tan; Чечог Дуци Йонтэн) — божество качества
- Ваджракилая/Ваджракумара (Вайли rDo rJe Phur Pa; Дордже Пурпа) — божество действия
- Матарах (Вайли Ma Mo rBod gTong; Мамо Ботонг) — мирские божества подстрекательства и уничтожения
- Локастотрапуджа (Вайли 'Jigs rTen mChod brTod; Джигтен Чодтод) — мирские божества подношения и восхваления
- Ваджрамантрабхиру (Вайли dMod Pa Drag sNgags; Мопа Траг-Нгаг) — мирские божества изгнания духов
- Гуру Видьядхара (Вайли Bla Ma Rig 'Dzin; Лама Ригдзин) — гуру (духовный учитель)